# Modest Reñé i Melcior
Modest Reñé i Melcior (Almacelles, 3 d'agost de 1867 - Lleida, 3 de març de 1953) fou un polític català, president de la Diputació de Lleida a començaments de segle.
Fill de terratinents, estudià dret i en 1893 es va establir com a advocat a Lleida. En 1899 fou escollit diputat de la Diputació de Lleida pel Partit Conservador, i fou reelegit el 1901, 1903, 1907 i 1915 pel districte de Lleida-les Borges Blanques. Fou secretari de la Diputació el 1901-1903 i 1903-1905, president el 1908-1909, vicepresident el 1916-1918 i vicepresident de la comissió provincial el 1918-1919. També fou vicepresident tercer de la Mancomunitat de Catalunya el 1915. Fins i tot seria governador civil de la província de Tarragona el 1919 i 1922.
En 1904 fou comptador de la Cambra Agrícola de Lleida, de la que en fou president des del 1910, i el 1912-1915 comptador de la Societat Econòmica d'Amics del País de Lleida. En 1913 fou president del Col·legi d'Advocats de Lleida. En 1918 va promoure el sindicat catòlic integrista Federació Catòlico-Agrària de Lleida, dependent de la Confederació Nacional Catòlica Agrària.
El 1933 fou magistrat suplent de l'Audiència Provincial de Lleida i militant de Renovación Española, així com president del comitè provincial de Derecha de Cataluña. En acabar la guerra civil espanyola tornà a ser magistrat de l'Audiència fins 1944, des d'on tingué un paper important en la repressió franquista a la província de Lleida. El 1942 fou president del Col·legi d'Advocats de Lleida, càrrec que va ocupar fins a la seva mort.